# Johnny Lockwood
Johnny Lockwood (ur. 7 grudnia 1920 w Londynie, zm. 25 kwietnia 2013 w Coffs Harbour) – brytyjski aktor filmowy i telewizyjny.

## Filmografia
seriale
- 1971: Spyforce
- 1981: A Country Practice jako Mickey O Rourke
- 1989: E Street jako Johnny Little

film
- 1971: Duffer jako Hipis gitarzysta
- 1982: Norman Loves Rose jako Sam
- 2003: The Rage in Placid Lake jako Fryzjer